# 12 mars 1989
Le dimanche 12 mars 1989 est le 71e jour de l'année 1989.

## Naissances
- Nathan Haas, coureur cycliste australien
- Jordan Adéoti, footballeur international béninois
- Tyler Clary, nageur américain spécialiste des épreuves de papillon
- Chen Jianghua, joueur de basket-ball chinois
- Boubacar Talatou, joueur de football professionnel nigérien
- Fatehah Mustapa, coureuse cycliste malaisienne
- Gareth Widdop, joueur de rugby à XIII anglais
- Richard Eckersley, footballeur anglais
- Alexia Kusion, joueuse française de basket-ball
- Ievgueni Dadonov, joueur professionnel de hockey sur glace russe
- Carlota Baró, actrice espagnole
- Kim André Madsen, footballeur norvégien
- Siim Luts, footballeur estonien
- Dzmitry Korabaw, joueur professionnel de hockey sur glace biélorusse

## Décès
- Maurice Evans (né le 3 juin 1901), acteur britannique
- Pierre Spori (né le 3 octobre 1923), artiste peintre, céramiste et dessinateur suisse
- Kiyoshi Mutō (né le 29 janvier 1903), architecte japonais

## Autres événements
- Afghanistan : la Résistance lance une offensive contre Jalalabad.
- Allemagne de l'Ouest : aux élections municipales de Francfort, l'alliance SPD (40 %) et verts (10 %) l'emporte sur la CDU. Le NPD (Parti national démocratique) obtient 6,6 % des voix et 7 conseillers.
- Autriche : aux élections pour les parlements de Carinthie, de Salzbourg er du Tyrol, le parti libéral (FDÖ) de Jörg Haider l'emporte, alors par transfert de voix des électeurs depuis le parti conservateur de Alois Mock. Le parti socialiste reste stable.
- France : premier tour des élections municipales, lors desquelles la droite refuse tout accord électoral avec le Front national
- Arrivée du Paris-Nice 1989
- Fin de l'Universiade d'hiver de 1989  à Sofia en Bulgarie
- Finale du tournoi de tennis d'Indian Wells (WTA 1989)
- Dernière épreuve de la Coupe du monde de ski de fond 1988-1989
- Diffusion du Roi de trèfle sur ITV
- Sortie de l'album Grip It! On That Other Level des Geto Boys
- Découverte de l'astéroïde (7122) Iwasaki par Kin Endate et Kazuro Watanabe
- Création du Web par Tim Berners-Lee